# Линија (филм)
Линија је предстојећи српски драмски филм из 2026. године у режији и по сценарију Драгана Елчића.

## Радња
Филм "Линија", је настао инспирисан мотивима из "Дневника ратног хирурга", доктора Миодрага Лазића.
То је прича о хуманости и саможртвовању доктора Лазића у ратној болници „Жица“ који је као добровољац отишао на сарајевско ратиште да помогне у спашавању рањеника – истакли су у саопштењу.
Доктор Лаза како су га звали, планирао је да ту остане неколико мјесеци али је остао до краја рата спашавајући животе рањеницима не гледајући које су вјере и нације.
Његовим доласком смањена је смртност рањеника за 90 одсто. За непуне четири године извршио је више од 3.600 интервенција и постао херој нације и рекордер по броју хируршких захвата за шта је добио признање Свјетске здравствене организације.
Намјера филма је да се кроз лик и дјело доктора Лазића прикаже једно друго лице Србије које свијет ријетко има прилике да види, лице пожртвованости, хуманости и човјекољубља.
Овим филмом који по својој форми и жанру спада у историјску драму, жели да се покажу сегменти страхота сарајевског ратишта који до сада нису виђени, а централна тема биће хуманост и саможртвовање лекара болнице „Жица“ на челу са примаријусом др Миланом Пејићем, оличених у лику др Лазића, који су даноноћно спашавали рањене и унесрећене не гледајући ко су и одакле су дошли.
Филм се завршава библијским егзодусом 130.000 Срба који су, зарад мира и успостављања Дејтонског споразума, кренули у непознато носећи и своје мртве, одлазећи у неизвјесност.
Потресне делове филма „потиру“ љубавне приче и трагикомичне сцене главних актера филма обојене специфичним сарајевским колоритом....